# Milan Stojadinović
Milan Stojadinović (Милан Стојадиновић) (4 de agosto de 1888-26 de octubre de 1961) fue un político conservador serbio yugoslavo, primer ministro del país durante la década de 1930.
Nacido en Čačak, estudió Economía en Belgrado y en Europa Occidental. Desde 1912 trabajó en el Ministerio de Finanzas del Reino de Serbia y después de la Primera Guerra Mundial fungió como ministro de Hacienda en los Gobiernos de Nikola Pašić.
Alejado de la política durante el periodo de la dictadura real, fue nombrado primer ministro por sorpresa en 1935, como figura sin relación clara con ella y con el objetivo de resolver el problema del nacionalismo croata. Se mostró incapaz de hacerlo, aunque sus medidas económicas favorecieron el desarrollo del país. En política exterior se alejó de los tradicionales aliados yugoslavos (el Reino Unido y, sobre todo, Francia), para acercarse a las potencias fascistas, principales socios comerciales de Yugoslavia.
Obtuvo una victoria electoral poco convincente sobre la oposición en diciembre de 1938 y se le obligó a abandonar la presidencia del Consejo de Ministros en febrero del año siguiente. Sus tendencias autoritarias e incapacidad para alcanzar un acuerdo con los políticos croatas precipitaron su destitución. El Gobierno yugoslavo acabó internándolo y más tarde entregándolo a los británicos para exiliarlo. Pasó la Segunda Guerra Mundial desterrado en la isla de Mauricio y más tarde se exilió en Argentina, donde ejerció como periodista especializado en economía hasta su muerte en 1961.

## Comienzos
Nacido en Čačak, en la Serbia occidental, el 4 de agosto de 1888, Stojadinović estudió en Užice y Kragujevac. En 1904 la familia se trasladó a Belgrado, donde Stojadinović completó sus estudios de secundaria con notas excelentes. En el verano de 1906, se le envió a Austria a aprender alemán; allí se convirtió en partidario de la unión yugoslava. De vuelta en Serbia, comenzó a estudiar leyes en la Universidad de Belgrado, pero se especializó en economía y finanzas. Marchó entonces durante tres años a Alemania (a Múnich y Potsdam en 1910 y 1911), Francia (París, 1911-1912) y Gran Bretaña (Londres, 1912-1913) para continuar sus estudios. Le influyeron particularmente las teorías económicas alemanas que abogaban por una política económica fundada en las características históricas y culturales de cada país.
Durante las guerras balcánicas y la Primera Guerra Mundial, trabajó en el Ministerio de Finanzas serbio, demostrando notable competencia. Exiliado junto con el Gobierno en Corfú entre 1916 y 1918, ayudó a estabilizar la divisa serbia. Allí conoció a su futura esposa, Augusta, de ascendencia grecogermana.
Tras la guerra, se instaló en Belgrado; en 1919 ingresó como vicegerente del Banco Comercial Inglés y dirigió brevemente la Junta Estatal de Cuentas. En 1920 y 1921, dio conferencias sobre economía en la universidad de la capital.

## Primeros cargos gubernamentales
Fue varias veces ministro de Hacienda de Yugoslavia: en 1922-1924 (con tan solo treinta y cuatro años), en 1924-1926 y en 1934-1935, en los dos primeros periodos en gabinetes de Nikola Pašić, del que era protegido, siendo considerado un ministro emprendedor. Como miembro del Partido Popular Radical, fue elegido diputado al Parlamento en 1923, 1925 y 1927. 
Se retiró de la política activa en el periodo revuelto que siguió a la muerte de su mentor Pašic, hasta volver a ella como ministro de Economía de Bogoljub Jevtić, tras el asesinato del rey Alejandro, durante cuya dictadura había evitado participar destacadamente en la política del país, al comienzo de la regencia del príncipe Pablo (diciembre de 1934). Tras la proclamación de la dictadura real en 1929, había formado parte de la fracción del partido contraria a esta. En este periodo acumuló una serie de diversos puestos económicos (vicepresidente de la bolsa de Belgrado, director de una radio de propiedad británica y de unos astilleros de la misma nacionalidad, etc.).

## Primer mandato

### Política interior
Jevtić, que había sido partidario de la dictadura real, pasó a la oposición al asumir Stojadinović a la presidencia del Gobierno. El 24 de junio de 1935, Stojadinović fue nombrado inesperadamente primer ministro, desempeñando al mismo tiempo la cartera de Asuntos Exteriores. El regente, anglófilo, se había mostrado descontento con el desempeño de Jevtić y confiaba en las buenas relaciones de Stojadinović con los británicos, además de considerarlo capaz de resolver el problema croata, con cuyos industriales este mantenía buenas relaciones. Stojadinović era una figura que no se asociaba a la dictadura, que el regente moderó. Comenzó su gobierno suavizando las medidas de la dictadura: se abolió la censura previa de los periódicos, se liberó a unos diez mil presos políticos, se permitió la erección de una estatua en memoria de Stjepan Radić en Zagreb y menguó el terror policial. Stojadinović logró incluir en su gabinete a los dirigentes de los partidos opositores bosnio musulmán (Mehmed Spaho) y populista esloveno (Anton Korošec), junto con otros políticos de los partidos políticos más relevantes anteriores a la implantación de la dictadura.
En julio de 1935, fundó un nuevo partido, el Partido Radical Serbio, que se unió en coalición con otros partidos opositores para formar la  Jugoslovenska radikalna zajednica (Unión Radical Yugoslava, JRZ), del que expulsó a muchos antiguos dirigentes de su antiguo partido, el radical, que no acababan de aceptarlo como dirigente. El principal partido opositor, el Partido Campesino Croata, empero, no ingresó en la nueva formación.
El 6 de marzo de 1936, un diputado radical intentó asesinarlo en el Parlamento. Pocas semanas después, se formó una coalición opositora de antiguos dirigentes radicales y partidarios de la dictadura entre los que se contaban el anterior primer ministro Jevtić, ya impopular, y el exministro (y ex primer ministro) Petar Živković, que había abandonado el gabinete el día siguiente al atentado.
En política económica, desarrolló la industria metalúrgica y química yugoslavas. Redujo además las deudas de los campesinos, muy afectados por la crisis económica, disminuyendo a la mitad aquellas anteriores a 1932, y decretando un interés del 3 o 4,5 %, además de conceder doce años para el pago. Aplicó también medidas de desarrollo agrario (construcción de silos, concesión de créditos a bajo interés, desarrollo de instituciones públicas de mejoras agrarias...) que, junto con las buenas cosechas de 1935 y 1936 y el nuevo mercado alemán, capaz de absorber la producción yugoslava, mejoró la reputación de Stojadinović entre el campesinado. En diciembre de 1936, se alzó con el triunfo en las elecciones en todas las circunscripciones del país menos en Sava y Primorje, donde el Partido Campesino Croata de Vladko Maček siguió recibiendo el respaldo mayoritario del campo croata.
La victoria indujo a Stojadinović a intentar de nuevo solucionar el problema croata. Al llegar al Gobierno, había intentado alcanzar un acuerdo con Maček, pero las condiciones de este (abolición de la Constitución de la dictadura, sufragio secreto, nuevas elecciones supervisadas por un nuevo Gobierno neutral y derogación de la ley que otorgaba tres quintos de los escaños al partido más votado) le habían parecido exageradas. Sus intentos de llegar a un acuerdo con la oposición croata fueron desganados. Las conversaciones de comienzos de 1937 —por iniciativa del regente—, sin embargo, no prosperaron, por lo que Stojadinović trató de ganarse a los partidarios de Maček mediante medidas que consideró convenientes, como el permiso de regreso sin problemas judiciales del hijo y yerno de Radić y la firma de un concordato, que hubo de retirar ante la falta de apoyo de los políticos croatas y la indignación de la oposición serbia, apoyada por la Iglesia ortodoxa.
En septiembre de 1937, Stojadinović había logrado, sin embargo, un control aún mayor de su partido, que comenzó a adoptar ciertas características de las formaciones fascistas, como las organizaciones juveniles, los desfiles, saludos, etc. Anticomunista y antisoviético, antidemocrático y con ambiciones de suceder al frente de la dictadura al monarca fallecido, Stojadinović, sin embargo, no aplicó el terror contra la oposición ni se mostró radicalmente nacionalista o antisemita.
La oposición, crecida por su victoria sobre el Gobierno en la cuestión del concordato, respondió con el manifiesto del 8 de octubre de 1937, en el que cinco partidos opositores declaraban su intención de aprobar una nueva Constitución democrática que lograse la mayoría de los votos de serbios, croatas y eslovenos por separado. Las elecciones parciales al Senado de febrero de 1938 mostraron el bloqueo de la situación: Stojadinović obtuvo la victoria en los distritos serbios, mientras Maček ganó nuevamente en los croatas. La oposición había formado un bloque en octubre de 1937, que presentó a Maček como candidato conjunto a las elecciones de diciembre de 1938, centradas en el problema de la forma del Estado —preferiblemente centralista para el partido gubernamental y descentralizado para la oposición—. Mientras, los intentos de Stojadinović de convertirse en el «Maček serbio» fracasaron por la variedad del electorado serbio, más fragmentado en sus preferencias que el de otras comunidades.

### Política exterior

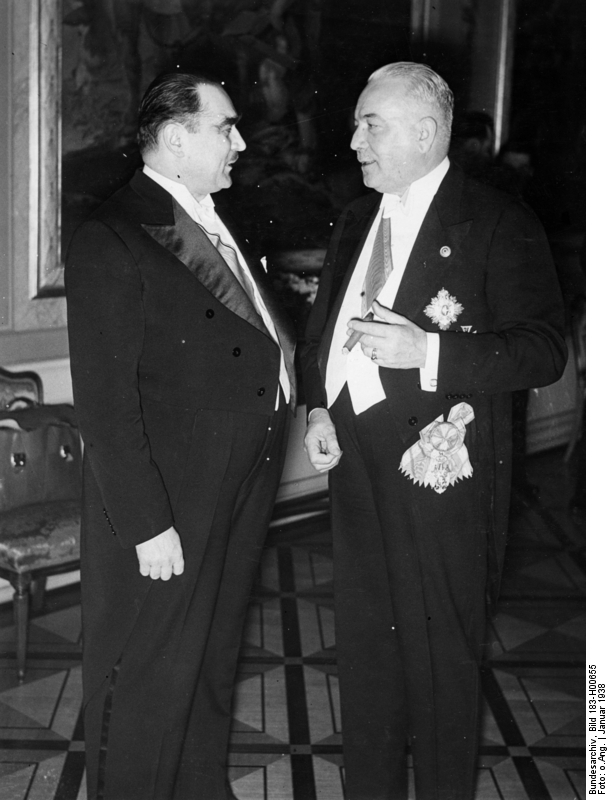
Stojadinović (izquierda) conversa con el ministro de Asuntos Exteriores alemán Von Neurath en enero de 1938. Stojadinović reforzó los lazos del país con Alemania por motivos políticos y económicos.

Stojadinović veía inminentes las amenazas de los vecinos hostiles a Yugoslavia (Italia, Bulgaria y Hungría) y del resurgido poderío alemán y pensaba que solo una neutralidad similar a la suiza podía salvar al país. 
Tras un comienzo en que respaldó las políticas de Francia y el Reino Unido, acatando, por ejemplo, el embargo a Italia por su ataque a Etiopía aprobado por la Sociedad de Naciones (con gran coste para la economía yugoslava), pronto alteró su postura. Ninguna de las dos potencias compensó a Yugoslavia por las pérdidas que le supuso aplicar el embargo. A partir de 1935, se negó a participar en cualquier plan que diese la impresión en Alemania de que Yugoslavia desarrollaba una política hostil. La remilitarización de Renania en 1936 aumentó su temor de que Francia y el Reino Unido serían incapaces de defender a sus aliados en el este de Europa, sensación que se agudizó en su visita a estos países en el otoño de 1937. Stojadinović sentía que estas potencias habían abandonado a sus aliados tradicionales, lo que le llevó a un cambio de política exterior, más por pragmatismo que por preferencia personal, a pesar de su atracción por los modos fascistas. Desconfiaba asimismo de la capacidad de la Sociedad de Naciones.
Orientó por tanto la política exterior del país a lograr esa neutralidad, que se tradujo en la práctica en un acercamiento a las potencias fascistas. Estas eran, además, los principales socios comerciales del país, razón que reforzaba la conveniencia del acercamiento político. En septiembre de 1936, se firmó un pacto económico y comercial con Italia; en marzo de 1937 rubricó un acuerdo de no agresión con ella —interesada en contrarrestar la influencia alemana y lograr la tolerancia yugoslava para sus actividades en Albania— sin consultar a sus aliados de la Pequeña Entente. Aceptó las concesiones comerciales alemanas, que pronto convirtieron a esta en el principal socio comercial de Yugoslavia. En 1937, el 35 % de las exportaciones yugoslavas iban destinadas al Reich, mientras que este suministraba el 43 % de las importaciones del país balcánico, situación que se reforzó en general tras la anexión alemana de Austria el año siguiente. La demanda alemana favoreció el desarrollo industrial y agrícola yugoslavos, pero al precio de convertir al país en dependiente económicamente. La primacía alemana en detrimento de Italia, sin embargo, perjudicaba a los industriales croatas, lo que atizó el descontento político.
Por otro lado, amplió el acuerdo de amistad con Francia y trató de firmar un Concordato con la Santa Sede que, ante las críticas de la Iglesia ortodoxa serbia, nunca se ratificó. Dada la anterior cercanía de Yugoslavia a Francia, Stojadinović alejó al país de esta, acercándose a las potencias fascistas, a las que veía como modelo. Stojadinović estaba convencido de la incapacidad de la Pequeña Entente de resistir el poderío de la nueva alianza entre Berlín y Roma, anunciada en noviembre de 1936.
El primer ministro mantuvo, asimismo, una actitud de enemistad hacia la Unión Soviética, apoyado por el regente Pablo, negándose a normalizar las relaciones diplomáticas o a entrar en cualquier tipo de acuerdo con los soviéticos.
Hacia mediados de 1938, la avalancha de contratos con empresas alemanas había dejado a este país el control de la economía yugoslava. Intentos posteriores de equilibrar la influencia económica germana con inversiones italianas y británicas fracasaron.
Su gestión cínica pero astuta de la anexión alemana de Austria —considerada por Stojadinović un asunto interno alemán— y de la crisis de Múnich, por la que los exiliados croatas habían perdido sus bases en el extranjero y la hostil Austria había desaparecido, le hizo sentirse fuerte y disolver el Parlamento seis meses antes de lo previsto.

## El segundo mandato
A finales de 1938, en las elecciones de voto nuevamente no secreto, fue reelegido, aunque con una mayoría menor de la esperada, perdiendo en las antiguas zonas austrohúngaras salvo en Eslovenia, donde el ministro de Interior Korošec logró la victoria para el Gobierno. Korošec, sin embargo, abandonó este tras ser acusado por Stojadinović del fracaso al no haber amañado las votaciones.
Durante este mandato, no logró satisfacer las exigencias de los nacionalistas croatas, agrupados mayoritariamente en el Partido Campesino Croata de Vladko Maček, organizó a sus partidarios («camisas verdes») de manera similar a la de los regímenes fascistas y no expuso un programa claro. Las tensiones resultantes, en las que se vio el riesgo de una secesión croata y el empeoramiento de la situación internacional, que requería una rápida solución de los problemas internos yugoslavos, sirvieron de justificación para que el regente Pablo lo destituyese el 5 de febrero de 1939, ante la negativa de Maček a reanudar las negociaciones con el primer ministro, sustituyéndolo por Dragiša Cvetković, ministro de Sanidad y Bienestar Social con Stojadinović y obediente a los deseos del regente (6 de febrero de 1939).
En enero de 1939, había dado su consentimiento al ministro de Asuntos Exteriores italiano para la invasión de Albania que el régimen fascista planeaba para ese año y había asegurado la participación yugoslava en el ataque y posterior repartición del país. El regente, contrario a tal postura, comunicó la información a los británicos y a los pocos días destituyó a Stojadinović.

## Alejado del poder y exilio
Habiendo subestimado la habilidad política del regente, se vio destituido por este y con su carrera política acabada. Trató de recuperarse creando una nueva formación política, el Partido Radical Serbio, pero el Gobierno limitó sus actividades a comienzos de 1940. Considerado peligroso, el Gobierno lo internó en su región natal al oeste de Serbia en abril; se lo trasladó a Bosnia pocos meses más tarde. El 17-18 de marzo de 1941, una semana antes de la adhesión yugoslava al Pacto Tripartito, se lo entregó a las autoridades británicas, que lo deportaron a la isla Mauricio, donde pasó la Segunda Guerra Mundial en un lujo relativo, pero siempre vigilado.
En 1946 Stojadinović se trasladó a Río de Janeiro y más tarde a Buenos Aires, donde se reunió con su familia en 1948. Pasó el resto de su vida como asesor económico esporádico de la presidencia argentina y también trabajó como pintor, escritor de memorias y de artículos en el diario financiero El Economista, que fundó. En 1954 se reunió con el político croata Ante Pavelić, caudillo del Estado Independiente de Croacia durante la guerra mundial, para acordar un nuevo reparto territorial que ampliase Croacia y Serbia en una nueva Yugoslavia, pacto sin ninguna trascendencia real a pesar del revuelo que levantó.
En 1963, dos años después de su fallecimiento, El Economista publicó sus memorias en una edición de aniversario titulada Ni rat ni pakt. Jugoslavija izmed̄u dva rata (Ni guerra ni pacto. Yugoslavia en entreguerras).
| Predecesor: Bogoljub Jevtić | Primer ministro del Reino de Yugoslavia 1935-1939 | Sucesor: Dragiša Cvetković |